# Pensá positivo
Pensá positivo es el quinto álbum solista del músico argentino Javier Martínez. Fue editado en 2015. El álbum tiene la canción "Pappo blues" en homenaje al guitarrista Pappo, además de nuevas versiones de "Porque hoy nací" (de Manal), "El hombre restante" (que compuso junto a Tanguito), "Juan despierta ya" y "Basta de boludos".

## Lista de canciones
Todas escritas y compuestas por Javier Martínez.

| N.º | Título                              | Vocalista principal | Duración |  |
| 1.  | «Vagabundo»                         |                     |          |  |
| 2.  | «Ahora sí, New Orleans»             |                     |          |  |
| 3.  | «El hombre restante»                |                     |          |  |
| 4.  | «Pappo blues»                       |                     |          |  |
| 5.  | «Por la vuelta»                     |                     |          |  |
| 6.  | «La máquina del oro»                |                     |          |  |
| 7.  | «Porque hoy nací»                   |                     |          |  |
| 8.  | «Positivo»                          |                     |          |  |
| 9.  | «Boogie el fugitivo»                |                     |          |  |
| 10. | «Gata»                              |                     |          |  |
| 11. | «Juan despierta ya»                 |                     |          |  |
| 12. | «La máquina del oro (instrumental)» |                     |          |  |
| 13. | «Basta de boludos»                  |                     |          |  |